# Jørn Krab
Jørn Krab (ur. 3 grudnia 1945 w Haderslev) – duński wioślarz, brązowy medalista olimpijski.
Wystąpił na igrzyskach olimpijskich w Meksyku w 1968, gdzie Duńczycy w składzie: Jørn Krab, Harry Jørgensen i Preben Krab (sternik, jego młodszy brat) zdobyli brązowy medal w dwójkach ze sternikiem. W finale o 3,26 sekundy przegrali z osadą Włoch i o 1,27 sekundy z osadą Holandii. Był to jego jedyny start olimpijski.